# Hyperlopha bigoti
Hyperlopha bigoti là một loài bướm đêm trong họ Noctuidae.